# Кононов, Виталий Николаевич
Вита́лий Никола́евич Ко́нонов (укр. Віталій Миколайович Кононов; род. 2 апреля 1950) — украинский политический и общественный деятель, сооснователь и многолетний глава Партии зелёных Украины, эколог.

## Биография
Родился 2 апреля 1950 в Кобулети.
В 1974 году окончил Киевский политехнический институт (технология органического синтеза) и начал работать мастером на одном из участков украинского отделения Долгопруденского ОПУ. В 1990 году был назначен начальником этого участка.
Уже в то время вёл активную общественную жизнь. В 1989 году он был одним из соорганизаторов первого республиканского фестиваля современной украинской песни «Червона рута», который прошёл 17—26 сентября того же года в Черновцах. В 1990—1997 годах работал заместителем директора круизной компании «Червона рута».

Обложка книги В. Н. Кононова «Украина моя радянская» (2003 год)

В 1990 году вступил во Всеукраинскую экологическую ассоциацию «Зелёный мир». Вместе с другими активистами этой организации в сентябре 1990 года он создал Партии зелёных Украины (ПЗУ), сопредседателем которой и был избран. 9 октября 1992 года делегаты очередного съезда ПЗУ избрали Виталия Кононова главой партии.
На парламентских выборах в 1994 году Виталий Кононов баллотировался на пост депутата Верховной рады Украины от Гагаринского одномандатного № 3 избирательного округа. Он получил всего лишь 9,28 % голосов и в парламент не прошёл.
На парламентских выборах в 1998 году Виталий Кононов участвовал под номером 1 избирательного списка ПЗУ и был избран в Верховную раду. 31 октября 1999 года он участвовал в первом туре президентских выборов. На них он занял 11 место из 13, набрав 0,29 % (76 832 голосов).
На парламентских выборах 31 марта 2002 года Виталий Кононов опять выступал под номером 1 избирательного списка ПЗУ. В этот раз партия выборы проиграла и Виталий Кононов в Верховную раду не прошёл. То же повторилось и на парламентских выборах 26 марта 2006 года. Ввиду партийных неудач Виталий Кононов сложил свои полномочия главы ПЗУ 4 августа 2006 года. Из-за своей популярности в партии он в тот же день был избран главой политического совета ПЗУ и находится на этой должности до сих пор.
30 сентября 2007 года принял участие в парламентских выборах под номером 8 предвыборного списка ПЗУ, которой и в этот раз не удалось преодолеть проходной барьер.